# Lista de reis da Sicília e Nápoles
Segue-se uma lista de condes, duques e reis da Sicília e Nápoles.

## Governantes da Sicília

### Condes da Sicília
A Sicília foi doada pela primeira vez em 1059, sob a forma de ducado, a Roberto Guiscardo, pelo Papa Nicolau II. Guiscardo legou o ducado ao irmão Rogério I de Altavila, que, no entanto, usou o título de conde.

#### Casa de Altavila
| # | Nome       |  | Início do governo      | Fim do governo         | Cognome(s) | Notas                     |
| - | ---------- |  | ---------------------- | ---------------------- | ---------- | ------------------------- |
| 1 | Rogério I  |  | 1071                   | 22 de Junho de 1101    |            | Primeiro conde da Sicília |
| 2 | Simão      |  | 22 de Junho de 1101    | 28 de Setembro de 1105 |            |                           |
| 3 | Rogério II |  | 28 de Setembro de 1105 | 1130                   |            | Irmão de Simão            |

### Reis da Sicília

O Reino da Sicília no século XII.

Em 1130, o Antipapa Anacleto II elevou Rogério II à dignidade de Rei da Sicília. Mais tarde em 1139, o Papa Inocêncio II confirmou a investidura.

#### Casa de Altavila
| # | Nome          |  | Início do governo       | Fim do governo          | Cognome(s) | Notas                                                                |
| - | ------------- |  | ----------------------- | ----------------------- | ---------- | -------------------------------------------------------------------- |
| 3 | Rogério II    |  | 1130                    | 26 de Fevereiro de 1154 |            | Primeiro rei da Sicília                                              |
| 4 | Guilherme I   |  | 26 de Fevereiro de 1154 | 7 de Maio de 1166       | O Mau      |                                                                      |
| 5 | Guilherme II  |  | 7 de Maio de 1166       | 11 de Novembro de 1189  | O Bom      |                                                                      |
| 6 | Tancredo I    |  | 11 de Novembro de 1189  | 20 de Fevereiro de 1194 |            | Neto de Rogério II                                                   |
| 7 | Rogério III   |  | 1193                    | 24 de Dezembro de 1193  |            | Governa conjuntamente com o pai, Tancredo I                          |
| 8 | Guilherme III |  | 1194                    | 1194                    |            | Irmão de Rogério III                                                 |
| 9 | Constança I   |  | 1194                    | 27 de Novembro de 1198  |            | Filha de Rogério II, governa conjuntamente com o esposo, Henrique I. |

Com a morte de Constança, esposa do Imperador Henrique VI de Hohenstaufen, o Reino da Sicília mudou de dinastia.

#### Casa de Hohenstaufen
| #  | Nome        |  | Início do governo      | Fim do governo          | Cognome(s) | Notas                                                                                     |
| -- | ----------- |  | ---------------------- | ----------------------- | ---------- | ----------------------------------------------------------------------------------------- |
| 10 | Henrique I  |  | 1194                   | 28 de Setembro de 1197  | O Cruel    | Também Sacro Imperador Romano-Germânico. Governa conjuntamente com a esposa, Constança I. |
| 11 | Frederico I |  | 27 de Novembro de 1198 | 13 de Dezembro de 1250  |            |                                                                                           |
| 12 | Henrique II |  | 1212                   | 1217                    |            | Governa conjuntamente com Frederico I. Também Henrique VII da Germânia                    |
| 13 | Conrado I   |  | 13 de Dezembro de 1250 | 21 de Maio de 1254      |            | Também Conrado IV da Germânia                                                             |
| 14 | Conrado II  |  | 21 de Maio de 1254     | 1258                    | O Jovem    | Falece em 1268                                                                            |
| 15 | Manfredo I  |  | 1258                   | 26 de Fevereiro de 1266 |            | Bastardo de Frederico II                                                                  |

Em 1266, Carlos Capeto, príncipe de França (filho de Luís VIII) e Conde de Anjou, conquistou a Sicília. Em 1282, no entanto, a ilha foi capturada pelos aragoneses (ver em baixo) e a capital do seu reino passou a ser Nápoles.

#### Casa de Anjou
| #  | Nome     |  | Início do governo       | Fim do governo | Cognome(s) | Notas                           |
| -- | -------- |  | ----------------------- | -------------- | ---------- | ------------------------------- |
| 16 | Carlos I |  | 26 de Fevereiro de 1266 | 1282           |            | Também primeiro rei de Nápoles. |

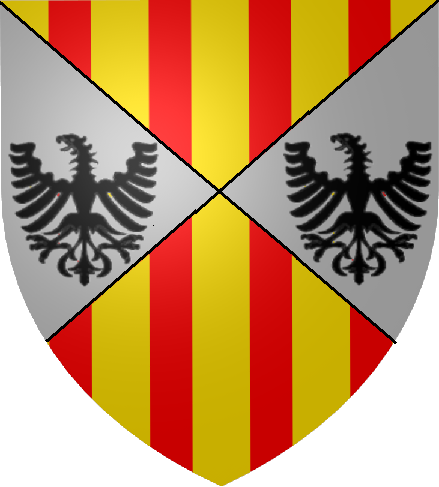
Brasão de armas dos reis aragoneses da Sicília

Em 1282, Pedro III de Aragão conquistou a Sicília a Carlos I de Anjou e fez-se coroar rei. O episódio ficou conhecido como as Vésperas Sicilianas, e reino foi então separado. Para os reis de Nápoles, ver em cima.

#### Casa de Hohenstaufen
| #  | Nome         |  | Início do governo | Fim do governo        | Cognome(s) | Notas                            |
| -- | ------------ |  | ----------------- | --------------------- | ---------- | -------------------------------- |
| 17 | Constança II |  | 1282              | 2 de Novembro de 1285 |            | Também rainha consorte de Aragão |

#### Casa de Aragão

##### Casa de Barcelona
| #  | Nome          |  | Início do governo     | Fim do governo        | Cognome(s) | Notas |
| -- | ------------- |  | --------------------- | --------------------- | ---------- | --- |
| 17 | Pedro I       |  | 1282                  | 2 de Novembro de 1285 |            | Também rei de Aragão |
| 18 | Jaime I       |  | 2 de Novembro de 1285 | 1296                  | O Justo    | Também rei de Aragão |
| 19 | Frederico II  |  | 1296                  | 1336                  |            | irmão de Jaime I. |
| 20 | Pedro II      |  | 1336                  | 15 de Agosto de 1342  |            | |
| 21 | Luís I        |  | 15 de Agosto de 1342  | 16 de Outubro de 1355 | O Jovem    | |
| 22 | Frederico III |  | 16 de Outubro de 1355 | 27 de Janeiro de 1377 | O Simples  | |
| 23 | Maria I       |  | 27 de Janeiro de 1377 | 25 de Maio de 1401    |            | Governa conjuntamente com o esposo, Martim I.                                                                                           |
| 24 | Martim I      |  | 1390                  | 25 de Julho de 1409   | O Jovem    | Governa conjuntamente com a esposa, Maria I. Faleceu sem descendência e a Sicília foi herdada pelo pai, Martim II, que a uniu a Aragão. |
| 25 | Martim II     |  | 25 de Julho de 1409   | 20 de Janeiro de 1410 | O Humano   | Pai de Martim I. |

- interregno (1410-1412)

#### Casa de Trastâmara
| #  | Nome        |  | Início do governo     | Fim do governo        | Cognome(s)                         | Notas |
| -- | ----------- |  | --------------------- | --------------------- | ---------------------------------- | ----- |
| 26 | Fernando I  |  | 1412                  | 2 de Abril de 1416    | O Justo, O Honesto, O de Antequera |       |
| 27 | Afonso I    |  | 2 de Abril de 1416    | 27 de Junho de 1458   | O Magnânimo                        |       |
| 28 | João I      |  | 27 de Junho de 1458   | 19 de Janeiro de 1479 | O Grande                           |       |
| 29 | Fernando II |  | 19 de Janeiro de 1479 | 23 de Janeiro de 1516 | O Católico                         |       |
| 30 | Joana I     |  | 23 de Janeiro de 1516 | 12 de Abril de 1555   | A Louca                            |       |

#### Casa de Habsburgo(Espanha)
| #  | Nome       |  | Início do governo      | Fim do governo         | Cognome(s)    | Notas |
| -- | ---------- |  | ---------------------- | ---------------------- | ------------- | --- |
| 31 | Carlos II  |  | 30 de Maio de 1516     | 16 de Janeiro de 1556  |               | Dividiu o seu Império: deu para Filipe II os Países Baixos, as Coroas de Castela, Aragão, e Sicília e a Borgonha; o Sacro Império foi dado para Fernando I |
| 32 | Filipe I   |  | 16 de Janeiro de 1556  | 13 de Setembro de 1598 | O Prudente    | Também Filipe I, rei de Portugal após o desaparecimento de D. Sebastião.                                                                                   |
| 33 | Filipe II  |  | 13 de Setembro de 1598 | 31 de Março de 1621    | O Pio         | Também Filipe II de Portugal |
| 34 | Filipe III |  | 31 de Março de 1621    | 17 de Setembro de 1665 | O Grande      | Filipe III de Portugal; durante o seu reinado ocorreu a Restauração Portuguesa                                                                             |
| 35 | Carlos III |  | 17 de Setembro de 1665 | 1º de Novembro de 1700 | O Amaldiçoado | Não deixou herdeiros. Veja Guerra de Sucessão Espanhola.                                                                                                   |

#### Casa de Bourbon
| #  | Nome      |  | Início do governo      | Fim do governo      | Cognome(s) | Notas |
| -- | --------- |  | ---------------------- | ------------------- | ---------- | ----- |
| 36 | Filipe IV |  | 1º de Novembro de 1700 | 10 de Junho de 1713 |            |       |

No final da Guerra da Sucessão Espanhola, a Sicília foi cedida à Casa de Saboia.

#### Casa de Saboia
| #  | Nome            |  | Início do governo | Fim do governo | Cognome(s) | Notas |
| -- | --------------- |  | ----------------- | -------------- | ---------- | ----- |
| 37 | Vítor Amadeu II |  | 10 de Junho1713   | 1720           |            |       |

A Espanha invadiu a Sicília em 1718, fazendo com que a Casa de Saboia passasse o domínio para a Áustria.

#### Casa de Habsburgo(Áustria)
| #  | Nome      |  | Início do governo | Fim do governo | Cognome(s) | Notas                        |
| -- | --------- |  | ----------------- | -------------- | ---------- | ---------------------------- |
| 38 | Carlos IV |  | 1720              | 1735           |            | Não deixou herdeiros homens. |

Conquistada por Espanha durante a Guerra de Sucessão da Polônia, a Sicília voltou a ser dominada pela Casa de Bourbon.

#### Casa de Bourbon
| #  | Nome         |  | Início do governo | Fim do governo | Cognome(s) | Notas              |
| -- | ------------ |  | ----------------- | -------------- | ---------- | ------------------ |
| 39 | Carlos V     |  | 1735              | 1759           |            | Filho de Filipe IV |
| 40 | Fernando III |  | 1759              | 1816           |            |                    |

Continua em Lista de Reis das Duas Sicílias.

## Governantes de Nápoles

### Reis de Nápoles

#### Casa de Anjou
| # | Nome      |  | Início do governo     | Fim do governo        | Cognome(s) | Notas                                                                 |
| - | --------- |  | --------------------- | --------------------- | ---------- | --------------------------------------------------------------------- |
| 1 | Carlos I  |  | 1282                  | 7 de Janeiro de 1285  |            | Também rei da Sicília.                                                |
| 2 | Carlos II |  | 7 de Janeiro de 1285  | 5 de Maio de 1309     | O Coxo     | Mantido preso pelos espanhóis de 1285 a 1289.                         |
| 3 | Roberto I |  | 5 de Maio de 1309     | 20 de Janeiro de 1343 | O Sábio    |                                                                       |
| 4 | Joana I   |  | 20 de Janeiro de 1343 | 12 de Maio de 1382    |            | Neta de Roberto I. Morreu estrangulada pelo seu sucessor, Carlos III. |

A morte de Joana I, sem herdeiros directos, provocou uma disputa pela coroa da Sicília entre a família Durazzo e a casa de Anjou-Valois.

#### Casa de Durazzo
| # | Nome       |  | Início do governo       | Fim do governo          | Cognome(s)  | Notas                                                                          |
| - | ---------- |  | ----------------------- | ----------------------- | ----------- | ------------------------------------------------------------------------------ |
| 5 | Carlos III |  | 12 de Maio de 1382      | 24 de Fevereiro de 1386 | O Pequeno   | Também rei da Hungria (em oposição a Maria I da Hungria). Bisneto de Carlos II |
| 6 | Ladislau I |  | 24 de Fevereiro de 1386 | 6 de Agosto de 1414     | O Magnânimo |                                                                                |
| 7 | Joana II   |  | 6 de Agosto de 1414     | 2 de Fevereiro de 1435  |             | irmã de Ladislau I                                                             |

#### Casa de Valois
| #  | Nome     |  | Início do governo      | Fim do governo         | Cognome(s) | Notas                 |
| -- | -------- |  | ---------------------- | ---------------------- | ---------- | --------------------- |
| 8  | Luís I   |  | 12 de Maio de 1382     | 20 de Setembro de 1384 |            | Adoptado por Joana I. |
| 9  | Luís II  |  | 20 de Setembro de 1384 | 29 de Abril de 1417    |            |                       |
| 10 | Luís III |  | 29 de Abril de 1417    | 1426                   |            | Morreu em 1434        |

Em 1426, Luís III adoptou o título de Duque da Calábria e abdicou da pretensão ao Reino da Sicília e Nápoles a favor de Joana II. Em contrapartida, tornou-se herdeiro de Joana II. No entanto, Luís III morreu antes da rainha e o seu estatuto passou para o irmão Renato.
| #  | Nome     |  | Início do governo | Fim do governo | Cognome(s) | Notas          |
| -- | -------- |  | ----------------- | -------------- | ---------- | -------------- |
| 11 | Renato I |  | 1435              | 1442           | O Bom      | Morreu em 1480 |

Em 1442, Renato foi deposto por Afonso V de Aragão que unificou as duas coroas. Até 1501, os monarcas de Nápoles foram os mesmos de Aragão, quando o reino passou às mãos dos Bourbon de França  e, mais tarde, dos Habsburgo da Áustria.

#### Casa de Trastâmara
| #  | Nome        |  | Início do governo     | Fim do governo        | Cognome(s)  | Notas |
| -- | ----------- |  | --------------------- | --------------------- | ----------- | ----- |
| 12 | Afonso I    |  | 1442                  | 27 de Junho de 1458   | O Magnânimo |       |
| 13 | Fernando I  |  | 27 de Junho de 1458   | 25 de Janeiro de 1494 |             |       |
| 14 | Afonso II   |  | 25 de Janeiro de 1494 | 23 de Janeiro de 1495 |             |       |
| 15 | Fernando II |  | 23 de Janeiro de 1495 | 7 de Setembro de 1496 |             |       |
| 16 | Frederico   |  | 7 de Setembro de 1496 | 1501                  | O Magnânimo |       |

Nápoles foi conquistada pela França, em 1501. Frederico foi aprisionado em França, onde faleceu.

#### Casa de Valois
| #  | Nome    |  | Início do governo | Fim do governo | Cognome(s)    | Notas |
| -- | ------- |  | ----------------- | -------------- | ------------- | ----- |
| 17 | Luís IV |  | 1501              | 1504           | O Pai do Povo |       |

Em 1504, Nápoles foi conquistada pela Espanha.

#### Casa de Trastâmara
| #  | Nome         |  | Início do governo | Fim do governo        | Cognome(s) | Notas |
| -- | ------------ |  | ----------------- | --------------------- | ---------- | ----- |
| 18 | Fernando III |  | 1504              | 23 de Janeiro de 1516 | O Católico |       |

#### Casa de Habsburgo(Espanha)
| #  | Nome       |  | Início do governo      | Fim do governo         | Cognome(s) | Notas |
| -- | ---------- |  | ---------------------- | ---------------------- | ---------- | --- |
| 19 | Carlos IV  |  | 30 de Maio de 1516     | 25 de Julho de 1554    |            | Dividiu o seu Império: deu para Filipe II os Países Baixos, as Coroas de Castela, Aragão, e Sicília e a Borgonha; o Sacro Império foi dado para Fernando I |
| 20 | Filipe I   |  | 25 de Julho de 1554    | 13 de Setembro de 1598 | O Prudente | Também Filipe I, rei de Portugal após o desaparecimento de D. Sebastião.                                                                                   |
| 21 | Filipe II  |  | 13 de Setembro de 1598 | 31 de Março de 1621    | O Pio      | Também Filipe II de Portugal |
| 22 | Filipe III |  | 31 de Março de 1621    | 1647                   | O Grande   | Filipe III de Portugal; durante o seu reinado ocorreu a Restauração Portuguesa. Também Filipe IV de Espanha                                                |

- República (1647 - 1648)

| #  | Nome       |  | Início do governo      | Fim do governo         | Cognome(s)    | Notas                                                    |
| -- | ---------- |  | ---------------------- | ---------------------- | ------------- | -------------------------------------------------------- |
| 22 | Filipe III |  | 1648                   | 17 de Setembro de 1665 | O Grande      | Também Filipe IV de Espanha                              |
| 23 | Carlos V   |  | 17 de Setembro de 1665 | 1º de Novembro de 1700 | O Amaldiçoado | Não deixou herdeiros. Veja Guerra de Sucessão Espanhola. |

#### Casa de Bourbon
| #  | Nome      |  | Início do governo      | Fim do governo     | Cognome(s) | Notas |
| -- | --------- |  | ---------------------- | ------------------ | ---------- | ----- |
| 24 | Filipe IV |  | 1º de Novembro de 1700 | 7 de Março de 1714 |            |       |

#### Casa de Habsburgo(Áustria)
| #  | Nome      |  | Início do governo  | Fim do governo     | Cognome(s) | Notas                        |
| -- | --------- |  | ------------------ | ------------------ | ---------- | ---------------------------- |
| 25 | Carlos VI |  | 7 de Março de 1714 | 2 de Junho de 1734 |            | Não deixou herdeiros homens. |

#### Casa de Bourbon
| #  | Nome        |  | Início do governo    | Fim do governo        | Cognome(s) | Notas              |
| -- | ----------- |  | -------------------- | --------------------- | ---------- | ------------------ |
| 26 | Carlos VII  |  | 2 de Junho de 1734   | 6 de Outubro de 1759  |            | Filho de Filipe IV |
| 27 | Fernando IV |  | 6 de Outubro de 1759 | 23 de Janeiro de 1799 |            |                    |

- República (1799)

| #  | Nome        |  | Início do governo   | Fim do governo      | Cognome(s) | Notas |
| -- | ----------- |  | ------------------- | ------------------- | ---------- | ----- |
| 27 | Fernando IV |  | 13 de Junho de 1799 | 30 de Março de 1806 |            |       |

Em 1806, Napoleão Bonaparte invadiu Nápoles e instalou no trono seu irmão José, depois substituído por Joaquim Murat.

#### Casa de Bonaparte
| #  | Nome           |  | Início do governo   | Fim do governo     | Cognome(s) | Notas |
| -- | -------------- |  | ------------------- | ------------------ | ---------- | ----- |
| 28 | José Bonaparte |  | 30 de Março de 1806 | 8 de Julho de 1808 |            |       |
| 29 | Joaquim Murat  |  | 1 de Agosto de 1808 | 22 de Maio de 1815 |            |       |

#### Casa de Bourbon
| Nome                                                   | Retrato | Nascimento                                                          | Casamento                                             | Morte                        |
| ------------------------------------------------------ | ------- | ------------------------------------------------------------------- | ----------------------------------------------------- | ---------------------------- |
| Fernando IV 22 de maio de 1815 - 8 de dezembro de 1816 |         | 12 de janeiro de 1751 Filho de Carlos VII e Maria Amália da Saxônia | Maria Carolina da Áustria 7 de abril de 1768 7 filhos | 4 de janeiro de 1825 73 anos |

Continua em Lista de Reis das Duas Sicílias.